# The Recession
The Recession – trzeci duży album amerykańskiego rapera Young Jeezy i jego piąty ogólnie, wydany 2 września 2008 roku.
Album sprzedał się w liczbie 260000 egzemplarzy w samych Stanach Zjednoczonych, według Nielsen SoundScan. W ostateczności album został zatwierdzony jako platyna przez RIAA.

## Lista utworów
| #  | Tytuł                               | Producent(ci)                 | Goście                        | Czas |
| -- | ----------------------------------- | ----------------------------- | ----------------------------- | ---- |
| 1  | "The Recession" (Intro)             | DJ Toomp                      |                               | 4:38 |
| 2  | "Welcome Back"                      | DJ Squeeky                    |                               | 4:07 |
| 3  | "By the Way"                        | Terry "T.A." Allen            |                               | 4:00 |
| 4  | "Crazy World"                       | Midnight Black                |                               | 3:57 |
| 5  | "What They Want"                    | Midnight Black                |                               | 3:53 |
| 6  | "Amazin'"                           | Drumma Boy                    |                               | 4:16 |
| 7  | "Hustlaz Ambition"                  | Drumma Boy                    |                               | 3:40 |
| 8  | "Who Dat"                           | Shawty Redd, D. Rich*         |                               | 3:49 |
| 9  | "Don't You Know"                    | Midnight Black                |                               | 4:58 |
| 10 | "Circulate"                         | Don Cannon                    |                               | 3:16 |
| 11 | "Word Play"                         | J.U.S.T.I.C.E. League         |                               | 3:15 |
| 12 | "Vacation"                          | The Inkredibles               |                               | 3:47 |
| 13 | "Everything"                        | Street Market Music           | Anthony Hamilton & Lil Boosie | 4:41 |
| 14 | "Takin' It There"                   | FATBOI                        | Trey Songz                    | 3:28 |
| 15 | "Don't Do It"                       | DJ Pain 1                     |                               | 4:06 |
| 16 | "Put On"                            | Drumma Boy                    | Kanye West                    | 5:21 |
| 17 | "Get Allot"                         | Crown Kingz Productions (CKP) |                               | 4:29 |
| 18 | "My President"                      | Tha Bizness                   | Nas                           | 5:30 |
| 19 | "Put On" (Remix) iTunes Bonus Track | Drumma Boy                    | Jay-Z                         | 4:18 |
| 20 | "Done It" iTunes Bonus Track        | J.U.S.T.I.C.E. League         |                               | 4:04 |
| 21 | "Showtime" iTunes Bonus Track       | Midnight Black                |                               | 3:33 |

## Pozycje na listach
| Lista (2008)                          | Pozycja |
| ------------------------------------- | ------- |
| U.S. Billboard 200                    | 1       |
| U.S. Billboard Top R&B/Hip-Hop Albums | 1       |
| U.S. Billboard Top Rap Albums         | 1       |
| Canadian Albums Chart                 | 6       |